# Listă de gimnaști români
Această pagină, aflată continuu în schimbare, este o listă alfabetică de gimnaști români.
- Marian Drăgulescu
- Dan Grecu
- Daniel Popescu
- Dan Potra
- Răzvan Șelariu
- Ioan Silviu Suciu
- Marius Urzică